# Adud al-Dawla
ʿAḍud al-Dawla (in arabo عضد الدولة‎?) o Azod od-Dowleh Panah (Fana) Khusraw (in persiano عضد الدوله فنا خسرو‎; Esfahan, 24 settembre 936 – Baghdad, 26 marzo 983) è stato un emiro della dinastia Buwayhide in Iran e Iraq.
Assieme al suo fondatore, è ricordato come il più importante esponente della dinastia.

## Biografia
Figlio di Rukn al-Dawla, Fana Khusraw ebbe il laqab di ʿAḍud al-Dawla (della dinastia buwayhide) dal Califfo abbaside nel 948, quando fu indicato come Emiro del Fars a seguito della morte dello zio 'Imad al-Dawla, rimasto senza eredi maschi, dopo che Rukn al-Dawla era diventato Emiro dell'intera famiglia buwayhide. Nel 974 ʿAḍud al-Dawla fu inviato da suo padre per stroncare la rivolta di suo cugino 'Izz al-Dawla. Dopo aver sgominato le forze del cugino, egli reclamò per sé l'Iraq, contrariando per questo suo padre, sebbene egli fosse destinato a diventare l'Emiro della famiglia buwayhide alla morte del genitore.

Moneta di ʿAḍud al-Dawla

ʿAḍud al-Dawla divenne Emiro dell'Iraq mentre la capitale Baghdad era preda di disordini, di violenze e d'instabilità politica dovuta a scontri tra le varie fazioni politiche e religiose della capitale abbaside. Per riportare ordine e tranquillità alla città, dispose il divieto assoluto per ogni forma di manifestazione e di dissenso pubblico. Allo stesso tempo concesse il suo patrocinio a un certo numero di studiosi sciiti, come ad esempio Shaykh al-Mufīd, e sponsorizzò il restauro di un certo numero d'importanti santuari sciiti.
Inoltre, ʿAḍud al-Dawla fu generoso committente di progetti scientifici. Un osservatorio astronomico fu costruito per suo ordine a Isfahan, in cui operava Abd al-Rahmān al-Sūfi (Azophi). al-Muqaddasī ricorda anche la costruzione per sua volontà di una grande diga tra Shiraz (Iran e Istakhr nel 960. La diga permise di portare acqua per usi civili ed agricoli a circa 300 villaggi del Fars e divenne nota come Band-i Amir (La diga dell'Emiro).
Di grande importanza fu anche la costruzione di un grande ospedale pubblico a Baghdad, il Bīmāristān ʿAḍudī (L'ospedale di ʿAḍud [al-Dawla]), in cui operavano stabilmente "sessanta fra chirurghi, fisiatri, oculisti, ortopedici e, in apposito reparto, psichiatri". e lavorò nell'ultima parte della sua vita il grande medico (ḥakīm ) Rhazes, che a lungo rimase un esempio per tutto il mondo arabo-islamico. e lo scavo del canale detto "Haffar", che collegava il fiume Karun all'Arvand Rud / Shaṭṭ al-ʿArab. Il porto di Khorramshahr fu edificato sul Haffar, nel punto di confluenza dell'Arvand Rud/Shaṭṭ al-ʿArab.

## Amministrazione
ʿAḍud al-Dawla tenne corte a Shiraz. Visitò frequentemente Baghdad e vi fece soggiornare stabilmente alcuni tra i suoi vizir, tra cui il cristiano Naṣr ibn Hārūn. Sotto il suo governo, durato appena quattro anni, crebbe la prosperità, a causa dell'atteggiamento sostanzialmente liberale della sua politica, tanto che nel corso della sua vita non vi furono manifestazioni di scontento.

## Morte
ʿAḍud al-Dawla morì nel 983 e fu inumato a Najaf, la Città Santa sciita in cui si ergeva la Moschea dell'Imam 'Ali da lui fatta costruire, vista la sua fede imamita.

## Omonimia
Lo stesso laqab fu portato dal secondo Sultano selgiuchide Alp Arslan.